# Rokiciny Podhalańskie

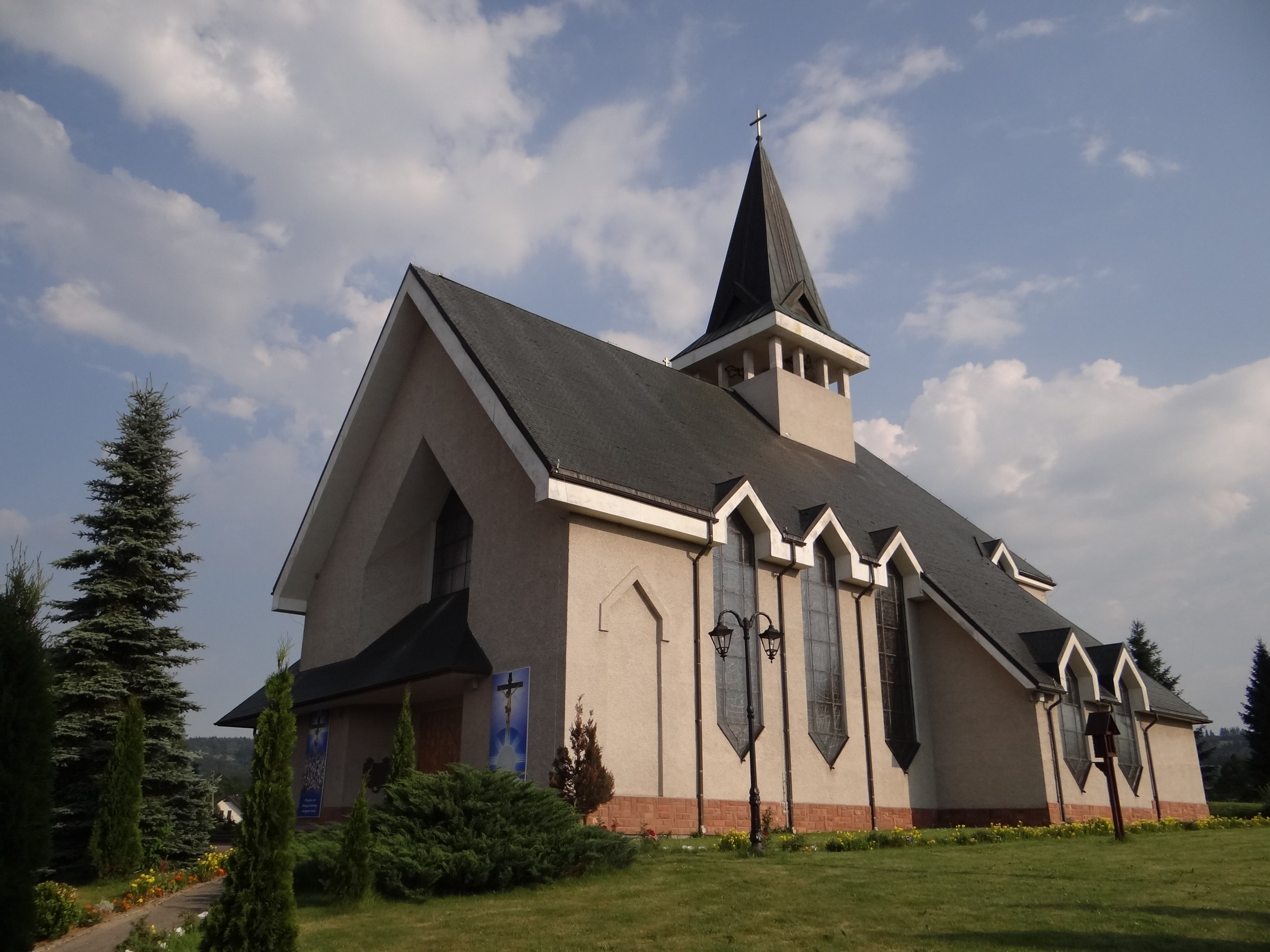
Kościół parafialny pw. Miłosierdzia Bożego

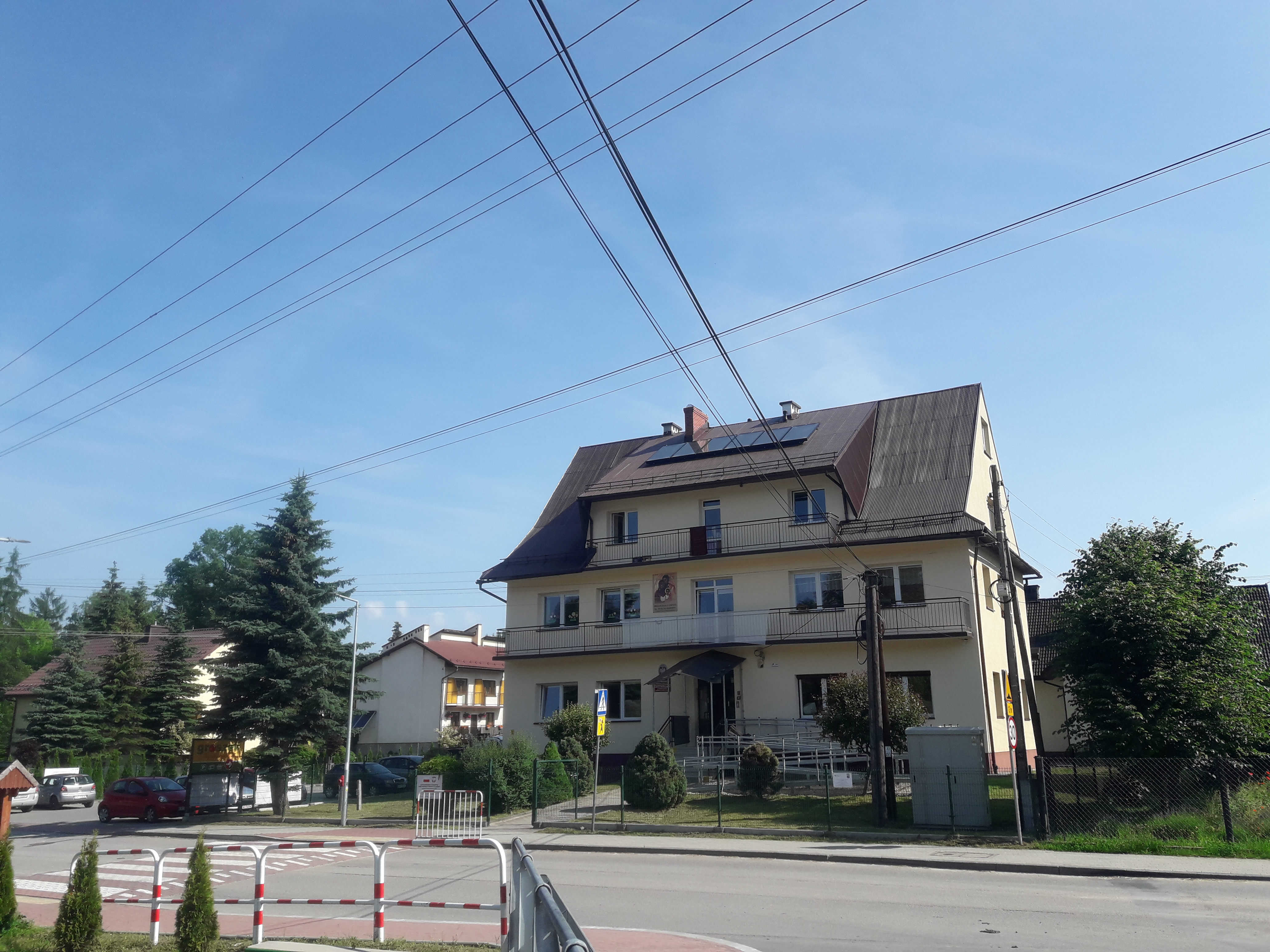
Publiczna szkoła i przedszkole

Rokiciny Podhalańskie – wieś w Polsce, położona w województwie małopolskim, w powiecie nowotarskim, w gminie Raba Wyżna.
W latach 1975–1998 wieś administracyjnie należała do województwa nowosądeckiego.

## Historia
Wieś leży w Kotlinie Rabczańskiej i na zachodnich podnóżach Gorców, na średniej wysokości 550 m n.p.m. Górne zagrody sięgają z jednej strony pod Piątkową Górę (712 m) do szosy zakopiańskiej, a z drugiej strony do szosy spytkowskiej (dawniej zwanej gościńcem cesarskim). Górna część wsi leży u stóp Rabskiej Góry (783 m).
Nazwa jej pochodzi od gwarowego określenia pewnego gatunku wierzby zwanego rokitą. Wieś zamieszkuje 1706 mieszkańców. Miejscowość leży na trasie PKS Rabka – Czarny Dunajec i PKP Chabówka – Zakopane.
Według Słownika geograficznego Królestwa Polskiego i innych krajów słowiańskich,  w roku 1869 we wsi znajdowały się 73 domy oraz 451 mieszkańców. W 1880 odnotowano 78 budynków i 483 osoby zamieszkujące ten teren. Rokiciny należały do rzymskokatolickiej parafii św. Stanisława BM w Rabie Wyżnej. Właścicielami byli kolejno: w 1869 Leonard Wężyk, a pod koniec lat 80. XIX wieku Jędrzej Glosser.

## Zabytki
Obiekt wpisany do rejestru zabytków nieruchomych województwa małopolskiego.
- Park dworski.

## Opis wsi
W Rokicinach znajduje się zabytkowy dwór, który w 1925 roku zakupiły siostry Urszulanki Unii Rzymskiej, organizując tam swoją wspólnotę zakonną. Z powodu spadającej liczby powołań zakonnice rozpoczęły wynajmowanie budynku na różnego rodzaju rekolekcje i kolonie organizowane głównie dla dzieci i młodzieży. Ostatecznie w 2012 roku siostry opuściły klasztor, a w 2013 roku został on kupiony od zgromadzenia przez Jadwigę i Artura Bocianowskich, którzy doprowadzili do gruntownego remontu budynku i w jego zabudowaniach utworzyli nowoczesny, prywatny dom pomocy społecznej o nazwie „Pałac Seniora. Stary Klasztor".
W 1959 roku otwarto znajdującą się w centrum wsi szkołę podstawową. Od 1988 roku jej patronem jest Bronisław Czech, polski narciarz i olimpijczyk, który zginął w obozie koncentracyjnym w Auschwitz w 1944 roku.  W 2017 roku w tym samym budynku otwarto także gminne przedszkole, któremu patronuje Święta Rodzina.
Od 1960 roku w Rokicinach działa ochotnicza straż pożarna, której obecny budynek został oficjalnie oddany do użytku w 1976 roku. W latach 1977–2017 w górnej części remizy mieściło się gminne przedszkole. Od 2018 roku działa tam prywatny żłobek i przedszkole „Baby Smile".
Wieś jest także siedzibą rzymskokatolickiej parafii Miłosierdzia Bożego, która została ustanowiona w 1989 roku. Nabożeństwa odbywały się początkowo w niewielkiej Kaplicy Maryjnej. Budowę kościoła rozpoczęto natomiast w 1990 roku. Świątynia została konsekrowana w 1996 roku przez kard. Franciszka Macharskiego. W latach 1989–2020 pierwszym proboszczem parafii był ks. kanonik Antoni Syc (w 1988 roku jeszcze, jako administrator), który zmarł na skutek powikłań po zarażeniu się koronawirusem (SARS-CoV-2). Niedługo po jego śmierci nowym proboszczem został ks. Robert Janczura.
W miejscowości znajduje się także boisko istniejącego od 1969 roku klubu piłkarskiego Szarotka Rokiciny Podhalańskie, plac zabaw dla dzieci oraz stojący na terenie kościelnym krzyż wraz z pomnikiem Świętego Jana Pawła II i arcybiskupa Stanisława Dziwisza (obecnie kardynała oraz emerytowanego metropolity krakowskiego).

## Integralne części wsi
| części wsi | Brodakówka, Bugajówka, Chobotówka, Do Zająca, Gawlikówka, Grycówka, Jeleniówka, Karbówka, Kołodziejówka, Łysa Góra, Mieradzkówka, Na Uboczy, Pawlakówka, Pykówka, Smalcówka, Spórnogówka, Spyrłówka, Winiarskówka, Wojdyłówka, Zamarłówka, Zarębek |